# Gynoxys asterotricha
Gynoxys asterotricha là một loài thực vật có hoa trong họ Cúc. Loài này được Sch.Bip. mô tả khoa học đầu tiên năm 1866.